# ジェームズ・エルフィンストーン (第5代バルメリノック卿)
第5代バルメリノック卿および第4代クーパー卿ジェームズ・エルフィンストーン（英語: James Elphinstone, 5th Lord Balmerinoch, 4th Lord Coupar、1675年11月24日 – 1746年1月5日）は、スコットランド貴族。

## 生涯
第4代バルメリノック卿および第3代クーパー卿ジョン・エルフィンストーンとクリスチャン・モンゴメリー（Christian Montgomerie、第7代エグリントン伯爵ヒュー・モンゴメリーの娘）の三男として、1675年11月24日に生まれた。
1703年に法廷弁護士になり、1714年にスコットランド民事控訴院の裁判官になった。
1718年5月17日以降、エリザベス・カーネギー（Elizabeth Carnegie、1699年1月2日 エディンバラ – 1767年9月21日、第4代ノースエスク伯爵デイヴィッド・カーネギーの娘）と結婚したが、2人の間に子供はいなかった。
1736年5月13日に父が死去すると、バルメリノック卿とクーパー卿の爵位を継承した。
1746年1月5日にリースで死去、異母弟アーサーが爵位を継承した。